# Canadian Soccer League 1989
La Canadian Soccer League 1989 è stata la terza edizione del campionato di calcio canadese.
Rispetto alla stagione precedente si ebbe l'ingresso del Victoria Vistas, con la conferma di tutte le altre partecipanti. Il Calgary Kickers cambiò nome in Calgary Strikers.

## Formula
Diversamente dai campionati statunitensi, propensi a sperimentare formule di punteggio alternative, vennero utilizzate le regole standard della FIFA: erano assegnati due punti per ogni vittoria e uno ogni pareggio.
Per limitare le spese delle trasferte, le squadre vennero divise in due Division su base geografica: ogni squadra incontrava quattro volte gli avversari della propria Division (due in casa e due in trasferta), e due volte quelli dell'altra Division (una in casa e una in trasferta).
Tre squadre per ogni Division si qualificavano ai play-off, con la vincitrice di Division ammessa direttamente in semifinale.

## Partecipanti
| Club               | Città      | Provincia           | Division | Stagione precedente    |
| ------------------ | ---------- | ------------------- | -------- | ---------------------- |
| Calgary Strikers   | Calgary    | Alberta             | Western  | 3º in Western division |
| Edmonton Brickmen  | Edmonton   | Alberta             | Western  | 4º in Western division |
| Hamilton Steelers  | Hamilton   | Ontario             | Eastern  | 1º in Eastern division |
| Montréal Supra     | Montréal   | Québec              | Eastern  | 5º in Eastern division |
| North York Rockets | North York | Ontario             | Eastern  | 3º in Eastern division |
| Ottawa Intrepid    | Ottawa     | Ontario             | Eastern  | 4º in Eastern division |
| Toronto Blizzard   | Toronto    | Ontario             | Eastern  | 2º in Eastern division |
| Vancouver 86ers    | Vancouver  | Columbia Britannica | Western  | Campione dopo play-off |
| Victoria Vistas    | Victoria   | Columbia Britannica | Western  | Esordiente             |
| Winnipeg Fury      | Winnipeg   | Manitoba            | Western  | 2º in Western division |

## Classifiche regular season

### Eastern Division
|  | Pos. | Squadra            | Pt | G  | V  | N | P  | GF | GS |
|  | ---- | ------------------ | -- | -- | -- | - | -- | -- | -- |
|  | 1.   | Toronto Blizzard   | 38 | 26 | 16 | 6 | 4  | 48 | 27 |
|  | 2.   | Hamilton Steelers  | 37 | 26 | 15 | 7 | 4  | 56 | 28 |
|  | 3.   | North York Rockets | 33 | 26 | 12 | 9 | 5  | 35 | 23 |
|  | 4.   | Ottawa Intrepid    | 22 | 26 | 7  | 8 | 11 | 41 | 46 |
|  | 5.   | Montréal Supra     | 15 | 26 | 3  | 9 | 14 | 26 | 46 |

Legenda:

      Ammessa alle semifinali play-off
      Ammessa ai play-off

### Western Division
|  | Pos. | Squadra           | Pt | G  | V  | N | P  | GF | GS |
|  | ---- | ----------------- | -- | -- | -- | - | -- | -- | -- |
|  | 1.   | Vancouver 86ers   | 42 | 26 | 18 | 6 | 2  | 65 | 33 |
|  | 2.   | Edmonton Brickmen | 21 | 26 | 9  | 3 | 14 | 44 | 55 |
|  | 3.   | Calgary Strikers  | 19 | 26 | 8  | 3 | 15 | 36 | 56 |
|  | 4.   | Winnipeg Fury     | 19 | 26 | 6  | 7 | 13 | 35 | 51 |
|  | 5.   | Victoria Vistas   | 14 | 26 | 4  | 6 | 16 | 32 | 53 |

Legenda:

      Ammessa alle semifinali play-off
      Ammessa ai play-off

## Risultati
|                    | CAL  | EDM  | HAM  | MTL  | NYR  | OTT  | TOR  | VAN  | VIC  | WPG  |  | CAL  | EDM  | HAM  | MTL  | NYR  | OTT  | TOR  | VAN  | VIC  | WPG  |
| ------------------ | ---- | ---- | ---- | ---- | ---- | ---- | ---- | ---- | ---- | ---- |  | ---- | ---- | ---- | ---- | ---- | ---- | ---- | ---- | ---- | ---- |
| Calgary Strikers   | –––– | 2-1  | 0-2  | 1-0  | 1-3  | 3-1  | 0-1  | 2-3  | 0-1  | 3-1  |  | –––– | 3-2  | –––– | –––– | –––– | –––– | –––– | 1-3  | 3-1  | 3-2  |
| Edmonton Brickmen  | 3-1  | –––– | 0-4  | 1-1  | 0-2  | 1-2  | 0-4  | 0-1  | 2-2  | 7-3  |  | 4-2  | –––– | –––– | –––– | –––– | –––– | –––– | 2-1  | 5-3  | 1-0  |
| Hamilton Steelers  | 4-1  | 5-1  | –––– | 2-0  | 2-1  | 3-1  | 2-0  | 2-1  | 4-1  | 2-1  |  | –––– | –––– | –––– | 4-0  | 1-3  | 2-2  | 1-1  | –––– | –––– | –––– |
| Montréal Supra     | 0-1  | 0-2  | 2-2  | –––– | 1-3  | 1-1  | 0-0  | 3-3  | 1-2  | 3-0  |  | –––– | –––– | 0-1  | –––– | 1-1  | 1-1  | 3-1  | –––– | –––– | –––– |
| North York Rockets | 3-1  | 1-0  | 1-0  | 3-2  | –––– | 2-0  | 0-0  | 0-0  | 1-0  | 1-0  |  | –––– | –––– | 0-2  | 0-0  | –––– | 2-2  | 1-2  | –––– | –––– | –––– |
| Ottawa Intrepid    | 2-1  | 3-2  | 4-2  | 5-1  | 2-2  | –––– | 2-3  | 1-2  | 3-0  | 0-1  |  | –––– | –––– | 1-1  | 3-1  | 0-0  | –––– | 2-3  | –––– | –––– | –––– |
| Toronto Blizzard   | 3-1  | 3-0  | 1-0  | 2-1  | 1-0  | 4-0  | –––– | 1-1  | 2-1  | 3-1  |  | –––– | –––– | 2-2  | 4-1  | 0-0  | 1-0  | –––– | –––– | –––– | –––– |
| Vancouver 86ers    | 7-3  | 3-2  | 1-1  | 0-0  | 2-1  | 3-2  | 4-2  | –––– | 5-0  | 4-1  |  | 5-0  | 3-2  | –––– | –––– | –––– | –––– | –––– | –––– | 2-1  | 2-1  |
| Victoria Vistas    | 2-1  | 0-1  | 1-3  | 2-3  | 2-3  | 3-0  | 0-1  | 1-2  | –––– | 0-0  |  | 1-1  | 2-2  | –––– | –––– | –––– | –––– | –––– | 1-1  | –––– | 1-2  |
| Winnipeg Fury      | 1-1  | 3-1  | 2-2  | 1-0  | 1-1  | 1-1  | 4-3  | 1-3  | 2-2  | –––– |  | 0-0  | 1-2  | –––– | –––– | –––– | –––– | –––– | 2-3  | 3-2  | –––– |

## Play-off
|  | Primo turno        | Primo turno | Primo turno |  |  | Semifinali        | Semifinali | Semifinali |  |                 | Finale            | Finale |
|  |                    |             |             |  |  |                   |            |            |  |                 |                   |        |
|  |                    |             |             |  |  | Vancouver 86ers   | 5          | 4          |  |                 |                   |        |
|  |                    |             |             |  |  | Vancouver 86ers   | 5          | 4          |  |                 |                   |        |
|  |                    |             |             |  |  | Edmonton Brickmen | 3          | 0          |  |                 |                   |        |
|  | Edmonton Brickmen  | 3           | 0           |  |  | Edmonton Brickmen | 3          | 0          |  |                 |                   |        |
|  | Edmonton Brickmen  | 3           | 0           |  |  |                   |            |            |  |                 |                   |        |
|  | Calgary Strikers   | 1           | 0           |  |  |                   |            |            |  |                 |                   |        |
|  | Calgary Strikers   | 1           | 0           |  |  |                   |            |            |  | Vancouver 86ers | 3                 |        |
|  |                    |             |             |  |  |                   |            |            |  | Vancouver 86ers | 3                 |        |
|  |                    |             |             |  |  |                   |            |            |  |                 | Hamilton Steelers | 2      |
|  |                    |             |             |  |  |                   |            |            |  |                 | Hamilton Steelers | 2      |
|  |                    |             |             |  |  |                   |            |            |  |                 |                   |        |
|  |                    |             |             |  |  |                   |            |            |  |                 |                   |        |
|  |                    |             |             |  |  | Toronto Blizzard  | 1          | 1          |  |                 |                   |        |
|  |                    |             |             |  |  | Toronto Blizzard  | 1          | 1          |  |                 |                   |        |
|  |                    |             |             |  |  | Hamilton Steelers | 1          | 2          |  |                 |                   |        |
|  | Hamilton Steelers  | 1           | 1           |  |  | Hamilton Steelers | 1          | 2          |  |                 |                   |        |
|  | Hamilton Steelers  | 1           | 1           |  |  |                   |            |            |  |                 |                   |        |
|  | North York Rockets | 1           | 0           |  |  |                   |            |            |  |                 |                   |        |
|  | North York Rockets | 1           | 0           |  |  |                   |            |            |  |                 |                   |        |